# Liste der Bodendenkmäler in Fichtelberg (Oberfranken)
Auf dieser Seite sind die Bodendenkmäler in der oberfränkischen Gemeinde Fichtelberg zusammengestellt. Diese Tabelle ist eine Teilliste der Liste der Bodendenkmäler in Bayern. Grundlage ist die Bayerische Denkmalliste, die auf Basis des Bayerischen Denkmalschutzgesetzes vom 1. Oktober 1973 erstmals erstellt wurde und seither durch das Bayerische Landesamt für Denkmalpflege geführt wird. Die folgenden Angaben ersetzen nicht die rechtsverbindliche Auskunft der Denkmalschutzbehörde.

## Bodendenkmäler in Fichtelberg
| Lage                                             | Objekt | Akten-Nr.     | Bild           |
| ------------------------------------------------ | --- | ------------- | -------------- |
| Fichtelberg Fichtelberg (Oberfranken) (Standort) | Archäologische Befunde und untertägige Teile der frühneuzeitlichen katholischen Pfarrkirche Mariä Verkündigung von Fichtelberg. | D-4-5937-0058 | weitere Bilder |